# Жовтневий район (Одеса)
Жовтневий район — колишній адміністративний район міста Одеса.
Станом на 1 вересня 1946 року — Сталінський район м. Одеса. До території району входили три сільські ради (Великофонтанська, Середньофонтанська та Чорноморська), підпорядковані Одеській міській раді.
У 1961 році район перейменовано на Жовтневий.
Ліквідований 1 січня 2003 року, відповідно до рішення Одеської міської ради № 197-XXIV від 26 липня 2002 року «Про адміністративно-територіальний поділ міста Одеси». Територію району включено до складу Приморського району міста Одеса.